# Tibiodrepanus setosus
Tibiodrepanus setosus là một loài bọ cánh cứng trong họ Bọ hung (Scarabaeidae).